# Odelshofen
Odelshofen ist ein Stadtteil von Kehl.

## Geografie
Odelshofen ist ein kleines Straßendorf am Plauelbach, das sich weniger als einen Kilometer östlich von Kork befindet. An der Hauptstraße stehen Winkel- und Dreiseithöfe. Im Osten des historischen Ortskerns hat sich nach dem Zweiten Weltkrieg ein kleines Neubaugebiet entwickelt.

## Geschichte

### Mittelalter
Die älteste erhaltene Erwähnung von Odelshofen (als „Otolzhofen“) stammt von 1310. Das Dorf entwickelte sich als Ausbausiedlung von Kork aus. Es war ein Allod der Herren von Lichtenberg. Wie es erworben wurde, ist unbekannt. Um 1330 kam es zu einer ersten Landesteilung zwischen Johann II. von Lichtenberg, aus der älteren Linie des Hauses, und Ludwig III. von Lichtenberg. Dabei fiel Odelshofen in den Teil des Besitzes, der künftig von der älteren Linie verwaltet wurde. In der Herrschaft Lichtenberg war es dem Amt Willstätt zugeordnet.
Als 1480 mit Jakob von Lichtenberg das letzte männliche Mitglied des Hauses verstarb, ging das Erbe auf seine beiden Nichten, Anna von Lichtenberg (* 1442; † 1474) und Elisabeth von Lichtenberg über. Anna hatte 1458 den Grafen Philipp I. den Älteren von Hanau-Babenhausen (* 1417; † 1480) geheiratet, der eine kleine Sekundogenitur aus dem Bestand der Grafschaft Hanau erhalten hatte, um heiraten zu können. Durch die Heirat entstand die Grafschaft Hanau-Lichtenberg. Elisabeth heiratete Simon IV. Wecker von Zweibrücken-Bitsch. Das Lichtenberger Erbe wurde zwischen ihnen geteilt. Das Amt Willstätt und damit Odelshofen wurden dabei zu einem Kondominat zwischen beiden Erben.

### Neuzeit
Unter der Regierung von Graf Philipp III. von Hanau-Lichtenberg kam es zu einer Realteilung der gemeinsamen Kondominate: Das Amt Willstätt kam ganz zur Grafschaft Hanau-Lichtenberg. Im Gegenzug gelangte das Amt Brumath ganz an Zweibrücken-Bitsch. Graf Philipp IV. von Hanau-Lichtenberg (1514–1590) führte nach seinem Regierungsantritt 1538 die Reformation in seiner Grafschaft konsequent durch, die nun lutherisch wurde.
Nach dem Tod des letzten Hanauer Grafen, Johann Reinhard III. 1736, fiel das Erbe – und damit auch das Amt Willstätt – an den Sohn seiner einzigen Tochter, Charlotte von Hanau-Lichtenberg, Landgraf Ludwig (IX.) von Hessen-Darmstadt. In hessen-darmstädtischer Zeit war Odelshofen nach einer Quelle verwaltungsmäßig Kork zugeschlagen.
Mit dem Reichsdeputationshauptschluss wurde das Amt Willstätt mit dem Dorf Odelshofen 1803 dem neu gebildeten Kurfürstentum Baden zugeordnet. Hier gehörte es zum Bezirksamt Kork, seit 1939 zum Landkreis Kehl.
Am 1. Juli 1971 wurde das bis dahin selbständige Odelshofen nach Kehl eingemeindet.

### Demographie
Einwohnerzahlen nach dem jeweiligen Gebietsstand.
| Jahr | Einwohnerzahl |
| ---- | ------------- |
| 1961 | 428           |
| 1970 | 425           |

## Religion
Odelshofen gehörte seit der Reformation zur evangelischen Pfarrei Kork, die Menschen römisch-katholischer Konfession zur Pfarrkuratie Kork.

## Politik
Als Ergebnis der Gemeindegebietsreform wurde Odelshofen 1971 nach Kehl eingemeindet, und das Amt des Ortsvorstehers geschaffen. Amtsinhaber, und damit Vorsitzender des Ortschaftsrates, ist seit 2014 Markus Murr (Wählervereinigung).
Die Kommunalwahl am 9. Juni 2024 brachte für den Ortschaftsrat folgende Sitzverteilung:
| Insgesamt 6 Sitze - Wählervereinigung: 2 - Neutrale Bürgerliste: 4 |

## Sehenswürdigkeiten und Kultur

### Regelmäßige Veranstaltungen
- Heckenfest[13]
- Brunnenfest[13]

## Verkehr
In Odelshofen treffen die Landstraßen 90 und 95 aufeinander. Über die Anschlussstellen Kork und Willstätt besteht Zugang zur Bundesstraße 28. Den Nahverkehr bedient die Buslinie 7136 der SWEG.

## Persönlichkeiten
Der Dichter Johann Peter Hebel war häufig zu Besuch in Odelshofen. Nach ihm wurde die Hebelinsel benannt und zu seinem 130. Todestag wurde dort die sogenannte Hebellinde gepflanzt.